# Stradivarius Palatinos

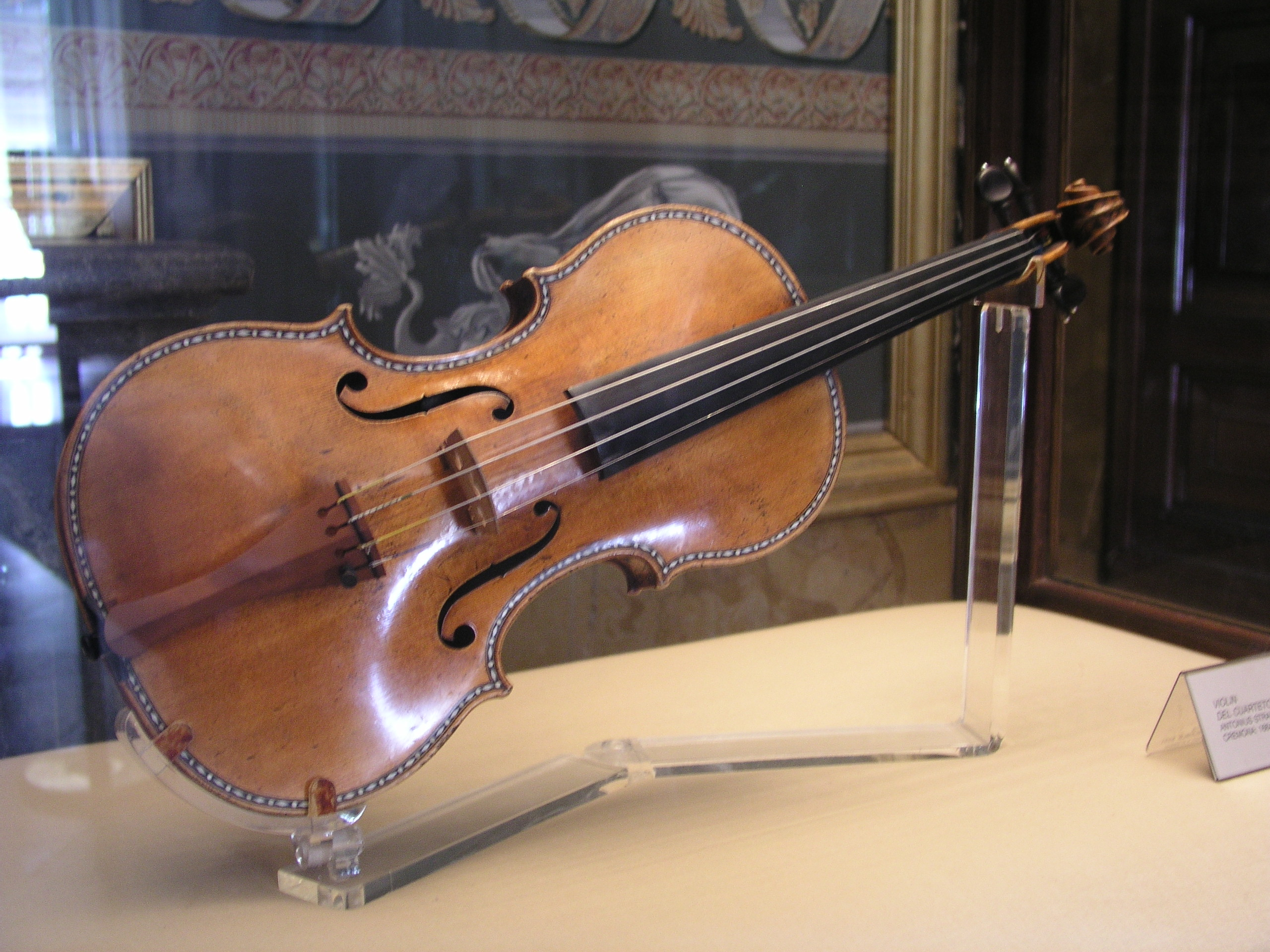
Uno de los violines decorados del Quinteto del Palacio Real (Madrid).

Los Stradivarius Palatinos, custodiados en el Palacio Real de Madrid y pertenecientes a la colección de la Capilla Real, son un conjunto de cinco instrumentos de cuerda fabricados por Antonio Stradivari. La colección está compuesta por el llamado Cuarteto Real, Palatino o Coral, unos instrumentos decorados, y formado por dos violines, un violonchelo y una viola, más otro violonchelo no decorado.
Propiedad de Patrimonio Nacional, con ellos se siguen ofreciendo conciertos de música de cámara. La colección, el conjunto más valioso de instrumentos antiguos conservados en Madrid, se exhibe en la Sala de Música de la Real Biblioteca del Palacio, en unos expositores diseñados por el violonchelista Juan Ruiz Casaux[cita requerida] y mejorados en los años 1980.

## Historia
El quinteto está datado en 1696. El rey Felipe V, durante una visita a Cremona en 1702, encargó los instrumentos, siendo estos finalmente adquiridos en 1775, por Carlos III o Carlos IV.
El 13 de abril de 2012 se rompió el mástil, una pieza no original, del violonchelo que forma parte del Cuarteto Real mientras estaba siendo manipulado durante una sesión fotográfica. Fue restaurado por el luthier Carlos Arcieri.

## Uso
Como se ha mencionado, los Stradivarius Palatinos siguen siendo utilizados. Los instrumentos, custodiados bajo grandes medidas de seguridad, son utilizados de forma limitada para conciertos en Palacio y se hallan bajo un estricto protocolo diseñado por Sonsoles Castillo, conservadora y jefa de traslados de Patrimonio Nacional desde la década de 1990.
La mañana antes de cada concierto, la jefa de traslados —acompañada del equipo de seguridad— es la encargada de abrir los expositores y poner los instrumentos en los estuches. Posteriormente, se trasladan al lugar de ensayos, donde los artistas son vigilados para evitar un mal uso de estos. Después de cada ensayo se guardan en el estuche, que solo puede ser abierto por la conservadora. El uso por parte de los músicos también está condicionado, pues no pueden pasear con ellos, si tienen que descansar solo pueden posarlos sobre sus rodillas y no pueden utilizar pendientes, colgantes o anillos mientras los toquen. Tras el concierto, los instrumentos vuelven a su vitrina bajo el mismo procedimiento.
Todo el procedimiento es registrado en un libro de actas, con copias en papel y digital.